# Аполлонов, Иван Григорьевич
Иван Григорьевич Аполлонов (10 сентября 1930, Ярославцев Лог или 28 апреля 1933, Веселый Подол — 6 февраля 2018, Киев) — советский и украинский художник мастер по художественному стеклу. Член Союза художников СССР (с 1964). Председатель Республиканской комиссии по декоративному и народному искусству Правления Союза художников УССР. Заслуженный художник Украинской ССР (1983), народный художник Украины (2011). Член КПСС. Участник ряда выставок, работы художника хранятся в музеях Украины.

## Биография
Родился 10 сентября 1930 года в селе Ярославцев Лог на Алтайском крае СССР. По другим данным он родился 28 апреля 1933 в деревне Веселый Подол.
Перед началом Великой Отечественной войны вместе с семьей переехал в Украинскую ССР в город Кременчуг. Окончил Кременчугское художественно-ремесленное училище. В 1960 году окончил Ленинградское высшее художественно-промышленное училище им. В. Мухиной. С 1960 года работал художником на Киевском заводе художественного стекла.
Скончался 6 февраля 2018 года в Киеве.

## Избранные работы
- Декоративное блюдо «Ревет и стонет Днепр широкий» (1963),
- Декоративное блюд «Кобзарь» (1963),
- Декоративная ваза «Киев» (1964),
- Монументально-декоративное оформление Центрального универмага и магазина «Детский мир» в Рудном Казахской ССР (1966),
- Прибор для десерта «Юбилейный» (1967),
- Сервиз — «Зима» (1968),
- Композиция «Садок вишневый коло хаты» (1972),
- Композиция «Тополь» (1975),
- Штофы «Красочные птицы» (1977),
- Композиция «Утро Киевской Руси» (1981),
- Композиция «На родных лугах» (1982),
- Композиция «Ой не шуми, луже» (1985),
- Композиция «Образы девушек» (1989),
- Композиция «Днепровская волна» (1990),
- Композиция «Оттепель» (1980—1990),
- Композиция «Весна» (1980—1990),
- Композиция «Сенокос» (1980—1990),
- Композиция «Пламя» (1980—1990),
- Композиция «Урожай» (1980—1990),
- Композиция «Казак Мамай» (1980—1990),
- Композиция «Флейта» (1980—1990),
- Композиция «Ноктюрн» (1980—1990),
- Композиция «Березень» (1980—1990).